# Día de las barricadas (1648)
El día de las barricadas de 1648 hace referencia a la sublevación que estalló en París el 26 de agosto de dicho año. El pueblo de París, enfurecido por la detención de Potier de Blancmesnil y  Pierre Broussel, consejeros del Parlamento de París, levantó más de seiscientas  barricadas en la ciudad. Este incidente se considera el inicio de la Fronda. 
Louis Charton, que también había sido detenido, consiguió escapar.
Al día siguiente, debido a la presión popular, los dos líderes fueron puestos en libertad